# Picasa
Picasa fue una aplicación informática para edición de imágenes y una herramienta web para organizar, visualizar, editar y compartir fotografías digitales.
En 2002, esta aplicación fue creada originalmente por la compañía Lifescape. En julio de 2004, Google adquirió la licencia y propiedad de Picasa, y comenzó a ofrecerla con licencia gratuita (freeware).
Además, Picasa disponía de un sitio web integrado para compartir fotos.
La palabra “Picasa” es una mezcla del apellido del pintor español Pablo Picasso, la sílaba en español de "pic" (de "pictures" o imágenes) y "mi casa": la idea quiere decir "el arte personalizado".
El 14 de febrero de 2016, Google anunció que Picasa dejaría de existir para centrarse más en Google Fotos.

## Historial
La empresa que originó Picasa, Inc., nació como una compañía de fotografía digital con sede en Pasadena (California), que produjo el programa organizador de fotos del mismo nombre, una adaptación o versión para Microsoft Windows del original iPhoto de Apple. 
En julio del 2004, Google adquirió Picasa y puso a disposición de todos, en forma gratuita, el software Picasa. Simultáneamente al desarrollo del software Picasa, Google creó un portal de servicios fotográficos en línea bajo la denominación de Picasaweb. 
Con el desarrollo de Picasa web, Google abandonó el proyecto Hello, su anterior servicio de publicación de fotografías en la Web del que aún permanece colgada la página web principal con la nota de despedida y cierre del equipo Hello.[cita requerida]
Anteriormente, Picasa se podía integrar a dos aplicaciones del navegador Google, Google+ y Gmail. En su modo de edición de vídeos, permitía cargar el contenido directamente en la cuenta personal del usuario en YouTube.
El 13 de febrero de 2016, Google anunció la desaparición de la herramienta sustituyéndola por Google Fotos, un servicio que estuvieron compartiendo desde su lanzamiento.

## El software Picasa
El programa Picasa permitía realizar el inventario de todos los archivos gráficos del ordenador, su clasificación y orden, e incluía además herramientas de edición y retoque fotográfico. El programa interactuaba con Picasaweb permitiendo colocar las fotos directamente en los álbumes. Se distribuyo en 38 idiomas y posteriormente fue lanzada la versión para Mac.

### Versión: Picasa 1
Primera versión del software.

### Versión: Picasa 2
Esta versión estable fue distribuida en español de esta serie del software fue la 2.7 distribuida hasta diciembre de 2008. Algunas utilidades y herramientas que incluye como mejora frente a la versión 1 son:
- Permite localizar, ver y organizar todos los archivos gráficos almacenados en el ordenador.
- Permite la edición de fotografías: recortarlas, eliminar ojos rojos, etc.
- Permite crear collages y presentaciones de imágenes.
- Permite la carga en línea de las imágenes en los álbumes web de Picasa.

Los requisitos mínimos del sistema para el uso del software son: Windows 2000/XP/Vista (se distribuye también una versión para Linux), 128 MB de memoria RAM, 50 MB de espacio disponible en el disco duro.

### Versión: Picasa 3
Se inicia su distribución en inglés en octubre de 2008. La versión española estuvo disponible dos meses después, a partir de diciembre de 2008. Actualmente se distribuye la versión 3.9. Las mejoras de la versión 3.X respecto de la 2.X son:
- Sincroniza automáticamente de las fotos editadas en el computador local mediante el software Picasa en los álbumes Web de Picasaweb. Actualiza automáticamente las nuevas fotos añadidas así como los cambios en las existentes (Ajustes, edición, información de etiquetas, etc). No actualiza los cambios en el orden de los álbumes, renderización de fotos, cambios en las carpetas o en los nombres de archivo.
- Retoque de imágenes. Incluye diversos pinceles así como utilidades para la restauración de fotos antiguas, reparación de marcas, borrones y eliminación de arañazos.
- Previsualización de fotos con Picasa Photo Viewer. Utilidad para mostrar las fotos como presentación a pantalla completa permitiendo la rotación de las mismas, uso del zum y la calificación de las fotos mientras se visualizan, así como la orden para cargar las fotos en los álbumes Web.
- la pantalla completa, de una ventana o de la cámara Web del equipo, imágenes fijas y videos.
- Permite añadir texto como marca de agua a las fotos. Permite añadir estas marcas a las fotos en el equipo o a las fotos que se cargan en los álbumes Web.
- Nueva carga facilitada a los álbumes Web Picasa. Mediante el método de arrastrar y soltar o con herramientas de carga.
- Configuración de los álbumes Web Picasa desde el software Picasa. Permite entre otras cosas: ajustar el nivel de privacidad de los álbumes, cambiar el tamaño de las imágenes, borrar imágenes o álbumes completos, sincronizar los cambios en las fotos.
- Gestionar las carpetas en el computador.
- Obtener más información sobre tus fotos.
- Compatible con archivos RAW.

## Álbumes web de Picasa
Los álbumes web de Picasa fue un sitio web de Google para compartir fotos, a menudo comparado con Flickr y otros sitios similares.
Permitía a los usuarios con una cuenta de Google almacenar y compartir hasta 1 GB de fotos de gran tamaño de forma gratuita. El almacenamiento era ilimitado para fotos de 2048x2048 píxeles o menores para usuarios Google+ y 800x800 para las fotos para todos los demás usuarios. Los vídeos de menos de 15 minutos de duración tampoco cuentan para el límite. Después de que se alcance el límite, las fotos se redimensionaban automáticamente.
Los usuarios podían subir imágenes a través de una variedad de formas: a través de la interfaz web de Álbumes web de Picasa en los navegadores compatibles, Picasa Help. Picasa 2.5 o posterior en Microsoft Windows, utilizando el exportador de iPhoto, el complemento Aperture para Álbumes Web de Picasa, el subidor en Mac OS X, F-Spot en Linux. En ambas cuentas, gratuitas o de pago, la resolución real de la foto se mantenía, a pesar de que se puede mostrar una resolución de la foto más pequeña en la interfaz de la web.
En versiones de Picasa 3 del software, utilizando la opción de subida de "tamaño original", el tamaño de píxel seguía siendo el mismo, pero la compresión JPEG se incrementó significativamente durante la subida en Álbumes web de Picasa. En JPEG es un formato de "pérdida", alguna información (y calidad) de la imagen se pierde. Picasa 3.6 añade una opción para preservar la calidad original de JPEG.
Álbumes web de Picasa utilizaba un "número privado" para la URL de los álbumes de fotos privados. Esto permite al usuario enviar por correo electrónico la URL de un álbum privado cualquiera, y el destinatario puede ver el álbum sin tener que crear una cuenta de usuario. Esto se realizaba mediante una "clave de autenticación" que debía ser añadida a la URL del álbum para que se muestre. Los archivos de Ayuda de Picasa no permitían que los álbumes privados los pueda buscar nadie, excepto el usuario. Otra opción de visibilidad llamada "se requiere iniciar sesión para verlo" también estaba disponible. Esto hace que el álbum solo esté visible para aquellos con los que está explícitamente compartido el álbum.
Los anuncios se mostraban en las cuentas gratuitas de Álbumes web de Picasa. Los Términos de Servicio permitían que Google pueda utilizar las fotos subidas para mostrar en su página web o través de canales RSS, y también para la promoción de los servicios de Google sin derechos de autor. Además, los términos que Google para permitir a otras compañías con las que está afiliado utilizar las fotos subidas para la prestación de servicios sindicados. Esta asignación fue permanente y no podía ser revocada por el dueño de las fotos.
Álbumes web de Picasa se filtró primero el 6 de junio de 2006. Cuando se presentó, llegó con 250 MB de espacio libre. El 7 de marzo de 2007, que se actualizó a 1 GB. Como se indicó más arriba, el almacenamiento era ilimitado para las fotos pequeñas y para cambiarlas de tamaño. Los usuarios también podían alquilar espacio de almacenamiento adicional (compartido entre los servicios de Google: Gmail, Google Drive y Picasa Web Álbumes) desde 25 GB hasta 16 TB.